# Texla

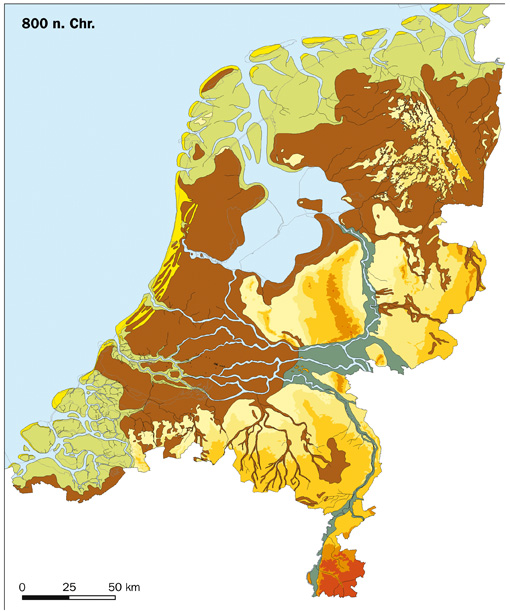
Nederland rond 800 n. Chr.

Texla was in de vroege middeleeuwen een gouw in Frisia ten westen van het Vlie. Het wordt al in de achtste eeuw genoemd als pagus Tyesle, Thesla (Zuidland). Waarschijnlijk werd het begrensd door het Vlie in het oosten en het Marsdiep in het zuidwesten.
Het wordt genoemd in het goederenregister van de Sint Maartenskerk te Utrecht, dat in 948 aan Otto I werd aangeboden, en de goederenlijst van de abdij van Fulda uit het begin van de negende eeuw, overgeleverd via de Codex Eberhardi van rond 1160, waarin een aantal dorpen worden genoemd die later verzwolgen zijn door het Almere.
Otto I was een kleinkind van Reginhilde, die deel uitmaakte van de Reginingen, die begin 9e eeuw goederen op Texla schonken aan bovengenoemde abdij van Fulda.
Niet duidelijk is of Wiron een afzonderlijke gouw is, of bij Texla hoorde.